# Schlacht von Crotona
Koordinaten: 39° 5′ 0″ N, 17° 7′ 0″ O
Saguntum – Lilybaeum II – Rhone – Ticinus – Trebia – Cissa – Trasimenischer See – Ager Falernus – Geronium – Cannae – Nola I – Nola II – Ibera – Cornus – Nola III – Beneventum I – Syrakus – Tarentum I – Capua I – Beneventum II – Silarus – Herdonia I – Obere Baetis – Capua II – Herdonia II – Numistro – Asculum – Tarentum II – Neu Karthago – Baecula – Grumentum – Metaurus – Ilipa – Crotona – Große Felder – Cirta – Zama
Schlacht von Crotona ist ein Überbegriff für mehrere Gefechte zwischen Römern und Karthagern in Bruttium, dem heutigen Kalabrien, im Jahr 204 v. Chr.

## Vorgeschichte
Nach dem römischen Sieg in der Schlacht am Metaurus 207 v. Chr. hatte sich Hannibal mit seinem Heer nach Bruttium in den äußersten Süden Italiens zurückgezogen. Das römische Reich schien nun der klare Gewinner des Zweiten Punischen Kriegs zu sein.
Im Jahr 205 v. Chr. führte einer der beiden römischen Konsuln, Publius Licinius Crassus, gegen Hannibal Krieg, während der andere Konsul, Publius Cornelius Scipio, die Überfahrt nach Afrika vorbereitete. Auch im folgenden Jahr blieb Crassus mit seinem Heer in Bruttium, wo auch einer der beiden Konsuln dieses Jahres, Publius Sempronius Tuditanus eingesetzt war.

## Die Schlachten
Bei Kroton, dem heutigen Crotone, soll Tuditanus eine Niederlage gegen Hannibal erlitten haben. Anschließend vereinigte er sein Heer mit dem des Prokonsuls Crassus. Die Überlieferung in den antiken Quellen für die Kämpfe der letzten Kriegsjahre in Italien ist allerdings widersprüchlich.
Die Karthager wollten eine offene Feldschlacht, in der sie den Römern überlegen gewesen wären, doch Crassus ließ seine Hilfstruppen und Reiter immer wieder unerwartet angreifen, was zu hohen Verlusten bei den Karthagern führte und ihren Marsch verzögerte. Dies war Teil von Scipios Plan: Er wollte mit den Scharmützeln des Landheers Hannibal aufhalten. So hatte er Zeit, mit der Flotte nach Nordafrika zu fahren. Die Verluste auf beiden Seiten hielten sich in Grenzen, eher wurde das Land durch die Märsche und Plünderungen an der Zivilbevölkerung verwüstet. Nach fast einem Jahr ergebnisloser Kämpfe zog das römische Heer ab.

## Folgen
Hannibal machte sich zur Verfolgung bereit, doch dann erreichte ihn die Nachricht von der Landung Scipios an der nordafrikanischen Küste und die Bedrohung der Stadt Karthago. Er fuhr daraufhin mit seinem Heer an die Küste des heutigen Tunesiens. Mit den Schlachten von Crotona endete der Zweite Punische Krieg in Italien.